# Hong Kong Sapling Cup 2023-2024
La Hong Kong Sapling Cup 2023-2024, anche nota come JC Sapling Cup per motivi di sponsorizzazione, è stata la 19ª edizione della coppa di lega hongkonghese di calcio. La competizione è iniziata il 30 settembre 2023 ed è terminata il 15 maggio 2024 con la finale.
Ogni squadra deve schierare almeno tre giocatori under 22 (nati dopo il 1º gennaio 2002) e un massimo di sei giocatori stranieri.
Il Southern District è la squadra campione in carica, avendo vinto il suo primo titolo nell'edizione 2022-2023. La competizione è stata vinta dall'H.K. Rangers, alla sua prima vittoria del trofeo.

## Formula
Alla Coppa prendono parte 11 squadre, provenienti dalla Hong Kong Premier League 2023-24, divise in due gironi, uno da 6 squadre e uno da 5, che giocano partite di andata e ritorno. Al termine della fase a gironi, le prime due classificate di ogni girone si qualificano per le semifinali.

## Calendario
| Turno         | Date                               | Numero di incontri | Numero di squadre |
| ------------- | ---------------------------------- | ------------------ | ----------------- |
| Fase a gironi | 30 settembre 2023 - 10 aprile 2024 | 50                 | 11 → 4            |
| Semifinali    | 3-10 aprile 2024                   | 2                  | 4 → 2             |
| Finale        | 15 maggio 2024                     | 1                  | 2 → 1             |

## Fase a gironi

### Girone A
|  | Pos. | Squadra            | Pt | G  | V | N | P | GF | GS | DR  |
|  | ---- | ------------------ | -- | -- | - | - | - | -- | -- | --- |
|  | 1.   | Southern District  | 22 | 10 | 6 | 4 | 0 | 25 | 10 | +15 |
|  | 2.   | Tai Po             | 19 | 10 | 6 | 1 | 3 | 19 | 13 | +6  |
|  | 3.   | Eastern            | 17 | 10 | 4 | 5 | 1 | 25 | 14 | +11 |
|  | 4.   | HKFC               | 12 | 10 | 3 | 3 | 4 | 19 | 23 | -4  |
|  | 5.   | Sham Shui Po       | 7  | 10 | 2 | 1 | 7 | 15 | 33 | -18 |
|  | 6.   | Hong Kong Under 23 | 5  | 10 | 1 | 2 | 7 | 11 | 21 | -10 |

### Girone B
|  | Pos. | Squadra           | Pt | G | V | N | P | GF | GS | DR  |
|  | ---- | ----------------- | -- | - | - | - | - | -- | -- | --- |
|  | 1.   | Kitchee           | 16 | 8 | 5 | 1 | 2 | 26 | 14 | +12 |
|  | 2.   | H.K. Rangers      | 15 | 8 | 4 | 3 | 1 | 22 | 18 | +4  |
|  | 3.   | North District    | 14 | 8 | 4 | 2 | 2 | 15 | 12 | +3  |
|  | 4.   | Resources Capital | 5  | 8 | 1 | 2 | 5 | 10 | 24 | -14 |
|  | 5.   | Lee Man           | 5  | 8 | 1 | 2 | 5 | 12 | 17 | -5  |

## Semifinali
| Squadra 1         | Risultato | Squadra 2    |
| ----------------- | --------- | ------------ |
| 3 aprile 2024     |           |              |
| Kitchee           | 4 - 3     | Tai Po       |
| 10 aprile 2024    |           |              |
| Southern District | 0 - 2     | H.K. Rangers |

## Finale
| Arbitro: | Liu Kwok Man |

|  |           |             |
|  | Marcatori | 40’ Ibrahim |

## Classifica marcatori
Aggiornata al termine della competizione.
| Gol |  |  | Giocatore      | Squadra           |
| --- |  |  | -------------- | ----------------- |
| 7   |  |  | Noah Baffoe    | Eastern           |
| 7   |  |  | Ismael Dunga   | Sham Shui Po      |
| 7   |  |  | Mikael         | Kitchee           |
| 7   |  |  | Nassam Ibrahim | Rangers           |
| 6   |  |  | Lucas Silva    | Tai Po            |
| 5   |  |  | Mahama Awal    | Southern District |
| 5   |  |  | Léo            | HKFC              |